# Santi Cristoforo, Rocco e Sebastiano
Santi Cristoforo, Rocco e Sebastiano è un dipinto a olio su tela  di Lorenzo Lotto, databile intorno al 1534 e conservato nel Museo pontificio della Santa Casa di Loreto dopo esser stato rimosso dalla basilica della Santa Casa.

## Storia

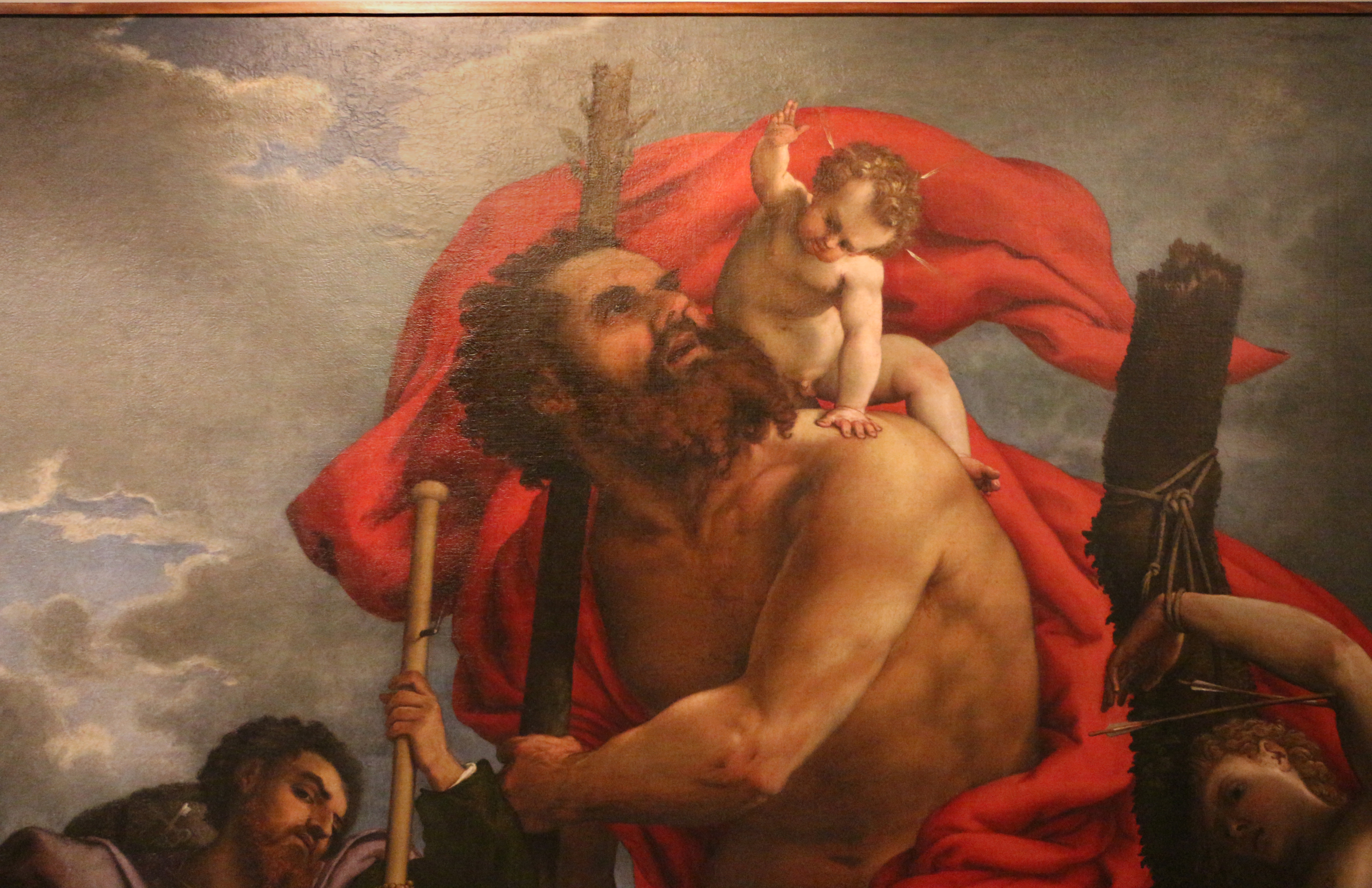
Lorenzo lotto, Santi Cristoforo, Rocco e Sebastiano, 1532-1534 Particolare

La raffigurazione dei santi Rocco e Sebastiano farebbero considerare che la pala sia stata commissionata quale opera vocazionale con richiesta di guarigione dal morbo della peste. San Rocco si pone proprio mostrando il bubbone dell'epidemia dalla quale era guarito. Si consideri che la basilica della Santa Casa originariamente era stato edificato contro l'epidemia. Il dipinto venne descritto da Giorgio Vasari come presente nella seconda cappella a sinistra della basilica, cappella dedicata ai santi Domenico e Agostino. Il Vasari indicò erroneamente che il lavoro era su tavola e non su tela. Si può ritenere, guardando la raffigurazione di san Rocco, che fosse una commissione pontificia, come indicherebbero le doppie chiavi poste sul cappuccio del santo e la presenza dell'artista per un certo periodo anche a Roma. Il santo sul mantello ha un serpentello riconducibile a Escolapio che riporta alla sua guarigione grazie alla medicina.  

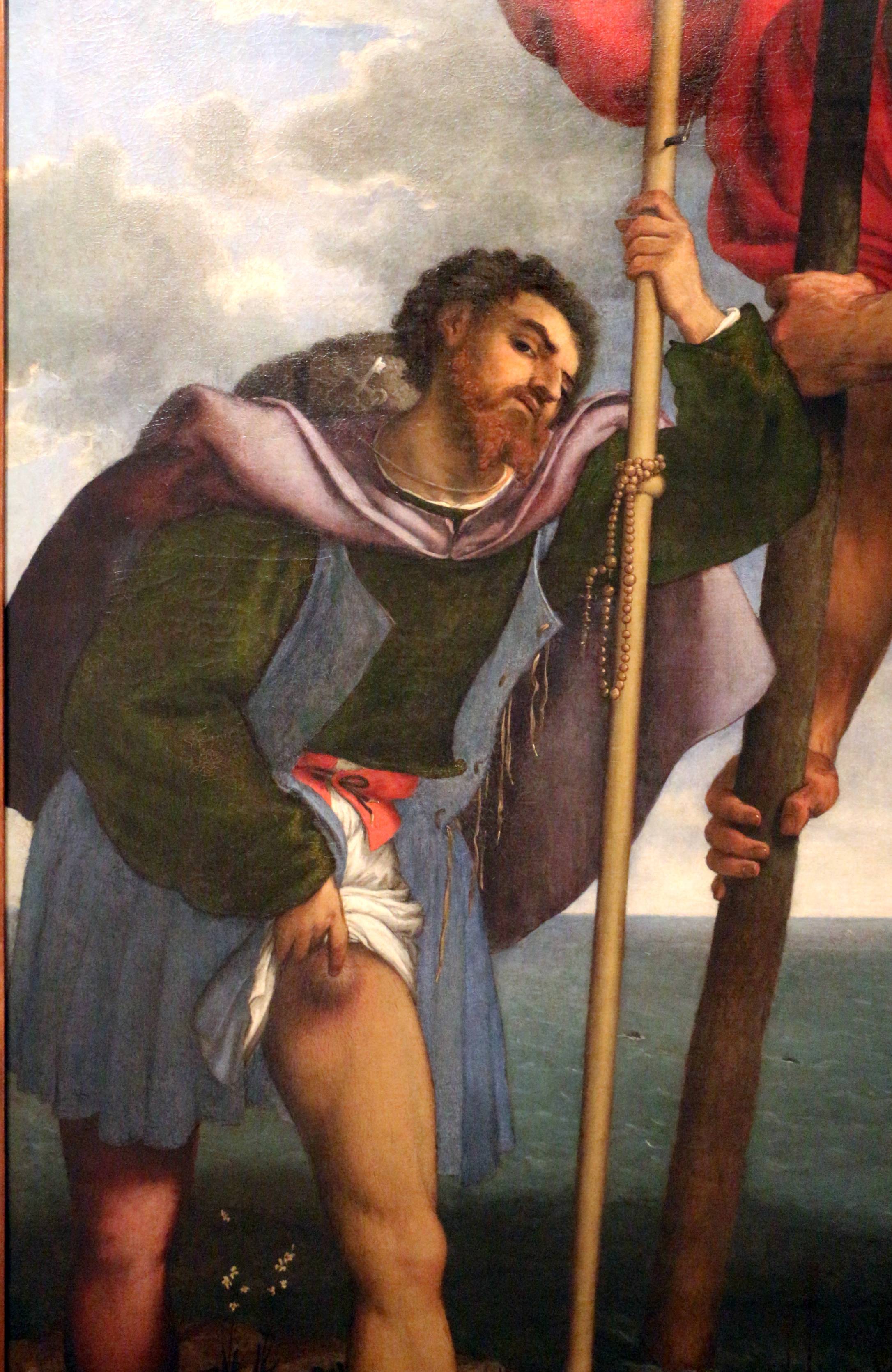
Lorenzo Lotto-particolare san Rocco

Il critico Bernard Berenson indicò la datazione del 1535 facendo confronto con la pala romana di San Fermo conservata in collezione privata. La vicinanza delle due raffigurazioni di san Cristoforo e san Sebastiano nelle tele del 1531 conservate a Berlino però portano a considerarne una datazione differente./ Anche i disegni preparatori conservati nei musei civici porterebbero a una datazione anticipata al 1531. L'opera fu spostata quando la chiesa fu rivisitata nel XIX secolo.
Il dipinto fu oggetto di restauro nel 1882 da Giuseppe Missaghi con la riparazione dei danni dovuti dal tempo. Particolarmente danneggiata era la figura di san Sebastiano. Nel 1956 le opere di Lorenzo Lotto furono oggetto di studio e restauro da parte dei Musei Vaticani e di ulteriori puliture. Nel 1972 l'opera fu ulteriormente rivisitata con un importante lavoro di pulitura nonché nel 1981 e nel 2010 sempre a opera dei musei vaticani lavoro di Rosanna Giardina.

## Descrizione e stile
Il dipinto, di grandi dimensioni, conserva la firma dell'autore e la sua raffigurazione colpisce particolarmente l'osservatore. L'immagine di san Cristoforo posto al centro domina la scena, tanto da presentarsi completamente fuori scala rispetto agli spazi e alla conformazione piramidale del dipinto. L'osservatore ha la sensazione che il santo possa anche sfuggire dalla tela. San Cristoforo pare essere sproporzionato, molto grande e grosso. L'artista riprende quindi quella che era la leggenda del santo che doveva essere un uomo molto grande e rude che voleva traghettare il re più importante del mondo, per questo passava la vita trasportando persone da una sponda all'altra di un fiume e quando portò sulle spalla il Bambino s'avvide che quello era il vero re del mondo: il Bambino Gesù, leggenda raccontata da Jacopo da Varazze nel suo Legendario delle vite di tutti li santi Da qui la sua volontà di convertirsi, di battezzarsi e di prendere il nuovo di nome di Cristoforo «colui che porta Cristo».
Si potrebbe supporre che sono state invece raffigurate molto più piccole le immagini dei santi Rocco e Sebastiano, ma la costa del mare, che è dipinta ai loro piedi, sembra propendere per la giusta raffigurazione dei due personaggi portando invece san Cristoforo a una raffigurazione molto importante. La spiaggia sarebbe identificata nel promontorio del Conero.
Il santo era da sempre raffigurato molto grande, esattamente come indicato nella leggenda, questo lo portò a essere indicato come protettore della morte improvvisa. Pare che chi vedeva la sua immagine era salvato dalla morte che coglieva all'improvviso non dando il tempo di ricevere la confessione e il perdono. Per questo la sua raffigurazione sulle facciate delle chiese e dei palazzi veniva presentata molto grande così che potesse essere vista da lontano. In alcune raffigurazioni infatti pare sempre che la sua immagine fuori esca dagli schemi. Il Lotto, che era un artista particolarmente preparato, lo raffigura nell'atto di raggiungere la riva, dove lo attendono i due santi taumaturgici. Il santo volge lo sguardo al piccolo Bambino che porta sulle spalle e che compie il gesto della benedizione, ed è proprio l'attimo in cui il gigante riconosce in quel piccolo il vero re del mondo.
San Sebastiano è raffigurato dal volto giovane, legato a un tronco e trafitto di frecce nella classica raffigurazione. In mezzo vi è un cartiglio con la firma dell'artista.
Il dipinto pare riproporre la raffigurazione della statua di Laocoonte di cui l'artista tiene un plastico in cera.